# Meiprijs
De Meiprijs was een tweejaarlijkse literatuurprijs, bij voorkeur uit te reiken aan een auteur van een roman die betrekking had op de handel.
De prijs werd in 1931 ingesteld door de Maatschappij der Nederlandse Letterkunde, daartoe in staat gesteld door de bankier Rudolf Mees. De prijs werd opgeheven, nadat deze mede werd toegekend voor een dichtbundel van Jan Engelman.

## Gelauwerden
- 1934 - A. den Doolaard voor De herberg met het hoefijzer: weigerde de prijs in ontvangst te nemen[1]
- 1934 - Jan Engelman voor Tuin van Eros
- 1932 - Theun de Vries voor Rembrandt
- 1932 - Siegfried E. van Praag voor Een man van aanzien